# Jack Shea (pattinatore su ghiaccio)
John Amos Shea, detto Jack (7 settembre 1910 – 22 gennaio 2002), è stato un pattinatore di velocità su ghiaccio statunitense.

## Palmarès

### Olimpiadi invernali
- Oro a Lake Placid 1932 nei 500 metri.
- Oro a Lake Placid 1932 nei 1500 metri.